# Guolina psenophaga
Guolina psenophaga är en stekelart som beskrevs av Heydon 1994. Guolina psenophaga ingår i släktet Guolina och familjen puppglanssteklar. Inga underarter finns listade i Catalogue of Life.